# Recilia canga
Recilia canga är en insektsart som beskrevs av Kramer 1962. Recilia canga ingår i släktet Recilia och familjen dvärgstritar. Inga underarter finns listade i Catalogue of Life.